# Eglisau
Eglisau é uma comuna da Suíça, situada no distrito de Bülach, no cantão de Zurique. Tem 9,07 km² de área e sua população em 2018 foi estimada em 5.216 habitantes.